# Eucroite
La eucroite è un minerale.